# 해커스 (2012년 영화)
《해커스》(Aux yeux de tous, Paris under watch)는 프랑스에서 제작된 세드릭 히메네즈, 아놀드 듀프레이 감독의 2012년 스릴러 영화이다. 멜라니 두티 등이 주연으로 출연하였고 세드릭 히메네즈 등이 제작에 참여하였다.
이 영화는 프랑스 파리 오스테리츠역에서 발생한 최근의 테러리스트 공격의 잃어버린 방범 카메라 영상을 발견하는 익명의 젊은 해커가 등장한다.

## 출연

### 주연
- 멜라니 두티
- 올리비에 바틀레미
- 프란시스 레노드

### 조연
- 페오도르 아킨
- 발레리 실비아
- 장-마크 미뉴
- 파스칼 히놀트
- 알랑 제프
- 아센 모스카
- 허스키 키할
- 로랑 비라스
- 필립 오렐
- 마리-베네딕트 로이

## 기타
- 협력프로듀서: 아르노 베르트랑
- 협력프로듀서: 도미닉 보토나트
- 음향: 알렉시스 플레이스
- 시각효과: 요안 버거